# Khartoum (film)
Khartoum è un film del 1966 diretto da Basil Dearden.
La pellicola storica di produzione inglese descrive in modo romanzato (ma sostanzialmente corretto da un punto di vista storico) uno degli episodi principali della guerra mahdista. Fu il 10º film girato in formato Ultra Panavision 70 millimetri. Bisognerà aspettare 49 anni perché il suddetto formato venga ripreso, nel 2015 Quentin Tarantino lo utilizza per The Hateful Eight e nel 2017 Kenneth Branagh per la sua versione de Assassinio sull'Orient Express.

## Trama
1884: un esercito egiziano di circa 10.000 reclute sotto il comando del colonnello inglese William Hicks viene massacrato dalle truppe ribelli di  Muhammad Ahmad, che si crede il Mahdi, l'inviato di Maometto.
«Lei ora va in Egitto, si fa dare dal kedivè il titolo di Governatore di Khartoum, vi si reca e riporta a Il Cairo sani e salvi 15.000 cittadini egiziani più gli europei ivi residenti. Ma dovrà arrangiarsi, il mio governo non ne sa nulla, non la potrà aiutare ed io non le ho detto nulla. Inoltre sceglierò io il suo aiutante di campo.» Più o meno queste sono le parole che lo statista inglese William Ewart Gladstone rivolge, nella saletta riservata di una stazione ferroviaria di Londra, al generale a riposo Gordon. Il quale, ambizioso e grande ammiratore del Sudan che a suo tempo aveva pacificato, non resiste alla tentazione ed accetta la Mission impossible. Infatti Khartum è minacciata dalle truppe ribelli ed esaltate del Mahdi che minacciano una strage di europei ed egiziani. Alla partenza, ecco presentarsi il suo aiutante, colonnello J.D.H. Stewart, che Gordon chiama subito, non smentito dall'interessato, "la spia di Gladstone".
Al Cairo Gordon ottiene la nomina ma non gli aiuti necessari. Giunto a Khartoum, si dà un gran daffare per difendere la città della quale prevede l'assedio. A tal scopo, poiché la città sorge al centro del punto di incrocio dei due rami del Nilo (il Nilo Bianco a Ovest e il Nilo Azzurro ad Est) cosicché è circondata dal fiume da tutte le parti tranne a Sud, dispone lo scavo a Sud della città di un canale per collegare i due rami del Nilo, rendendo così la città completamente circondata dalle acque. Tuttavia Gordon sa bene che questa misura sarà utile solo per alcuni mesi; cessato l'inverno il Nilo andrà in magra e il canale sarà asciutto e non costituirà più un ostacolo per gli assalitori.
Un colloquio con il Mahdi nel suo accampamento non sortisce effetti pratici, a parte i complimenti reciproci del caso. Vista la mala parata il colonnello consigliere gli suggerisce di rientrare a Londra, ove intanto si svolgono manifestazioni antigovernative a suo favore. Ma Gladstone tiene duro e si guarda bene dall'inviare truppe inglesi a rinforzo anzi, gli fa pervenire l'ordine di andarsene e tornare a Londra. Ma anche Gordon non molla, convinto che il suo sacrificio scatenerà una reazione in patria, ed all'estero, che costringerà il governo inglese a mandare rinforzi. In effetti un piccolo corpo di spedizione viene approntato, ma si muove con molta lentezza e mentre il Mahdi assedia Gordon, i soldati del corpo si attardano in lunghi addestramenti vicino alla capitale egiziana.
Gordon decide di far evacuare via fiume una parte degli egiziani e gli europei presenti a Karthoum: un grosso battello a vapore, sotto il comando del colonnello J.D.H. Stewart, passato da sorvegliante per conto di Gladstone a sostenitore di Gordon, salpa per il Cairo ma finisce sotto le grinfie del Mahdi, che si premura, in un secondo incontro con Gordon, di mostrare a quest'ultimo la mano del colonnello, la testa del console francese, ed altre parti anatomiche di passeggeri della sfortunata crociera fluviale. Khartoum viene assalita, occupata dalle truppe ribelli e Gordon muore trafitto dalla lancia di un derviscio, nonostante il divieto da parte del Mahdi di ucciderlo.
La voce fuori campo informa che le truppe di soccorso arrivarono appena due giorni più tardi e che il Mahdi morì senza causa apparente poco tempo dopo, non realizzando quindi il sogno di andare a pregare, da vincitore, nelle moschee del Cairo, di Baghdad e di Costantinopoli, come aveva pronosticato nel suo secondo incontro con Gordon, e che a quest'ultimo sarebbe stato eretto un monumento e ricordato come un eroe nazionale del Sudan.

## Riconoscimenti

### Premio Oscar
- 1967 - Candidato a migliore sceneggiatura originale a Robert Ardrey

### British Academy of Film and Television Arts
- 1967 - Candidato a migliore scenografia a John Howell

## Film correlati
- Le quattro piume (The Four Feathers) di René Plaissetty (1921) - Film muto
- Le quattro piume (The Four Feathers) di Zoltán Korda (1939)
- Tempesta sul Nilo di Zoltán Korda (1955)
- La rivolta del Sudan (East of Sudan), regia di Nathan H. Juran (1964)
- Le quattro piume (2002) diretto da Shekhar Kapur, con Heath Ledger, Wes Bentley e Djimon Hounsou.